# Sinfonía n.º 2 (Glass)
La Sinfonía n.º 2 es una obra sinfónica compuesta por Philip Glass en 1994. Fue encargada por la Academia de Música de Brooklyn. Fue interpretada por primera vez el 15 de octubre de 1994 por la Orquesta Filarmónica de Brooklyn, bajo la dirección de Dennis Russell Davies.

## Orquestación y estructura
La obra está compuesta para flautín, dos flautas, dos oboes (corno inglés duplicado), clarinete en mi bemol, dos clarinetes en si bemol, clarinete bajo/contrabajo, dos fagotes, cuatro trompas, tres trompetas, tres trombones, tuba, cuatro percusionistas sin incluir timbales, piano, arpa y cuerdas. Tiene tres movimientos continuos con temas contrastantes y tiene una duración aproximada de 40 minutos.
James M Keller señala lo siguiente de la sinfonía: "A pesar de la experimentación estructural y las sonoridades orquestales, el aspecto más sorprendente de la Sinfonía n.º 2 de Glass puede ser la forma en que la melodía y la armonía se entrelazan de manera politonal. Glass ha comentado sobre su uso de la politonalidad en la obra: "Los grandes experimentos de politonalidad llevados a cabo en las décadas de 1930 y 1940 muestran que todavía queda mucho trabajo por hacer en esa área. El lenguaje armónico y el lenguaje melódico pueden coexistir estrechamente con cierta distancia calculada, y su relación puede resolverse en términos de armonías coexistentes o armonías ambiguas... Estoy más interesado en las cualidades ambiguas que pueden resultar de la politonalidad — cómo lo que escuchas depende de cómo enfocas tu oído, cómo la percepción de la tonalidad del oyente puede variar a la manera de una ilusión óptica. No estamos hablando de inventar un nuevo idioma, sino de inventar nuevas percepciones de los idiomas existentes".

## Grabaciones
- Philip Glass: Symphony No. 2. Dennis Russell Davies (director), Vienna Radio Symphony Orchestra. Nonesuch, 1998[4]
- Philip Glass: Symphonies Nos. 2 and 3. Marin Alsop (directora), Bournemouth Symphony Orchestra, Naxos Records, 2004[5]